# فوستین و تابستان زیبا
فوستین و تابستان زیبا (انگلیسی: Faustine et le Bel Été) فیلمی به کارگردانی نینا کمپانز محصول سال ۱۹۷۲ کشور فرانسه ست.